# Regionalisierung (Wirtschaft)
Regionalisierung ist in der Wirtschaftspolitik ein Prozess der Zusammenarbeit verschiedener Wirtschaftssubjekte mit dem Ziel, Wirtschaftsregionen zu gründen oder zu stärken. 
Der Begriff Regionalisierung ist semantisch nicht eindeutig zuzuordnen, was nicht zuletzt bereits in der multidisziplinären Verankerung des Regionsbegriffs begründet liegt. Akteure können Kommunen, Verbände oder wissenschaftliche Einrichtungen sein. Die weltweite Globalisierung einerseits und der durch die Europäische Union (EU) eingeleitete Regionsbildungsprozess andererseits führen zu einem regionalen Standortwettbewerb, wodurch nicht mehr bloß einzelne Volkswirtschaften miteinander konkurrieren, sondern zunehmend internationale und nationale Wirtschaftsregionen im Wettbewerb stehen.

## Region
Die Regionalisierung bezieht sich auf eine Region, einem geografisch bestimmbaren Raum, der sich strukturell, funktional und/oder administrativ von Nachbarräumen unterscheidet und dadurch von diesen abgrenzbar ist. Für Elmar Altvater ist die Region „der Ort, an dem sich die Aktionen und Bewegungstendenzen von Staat und Kapital räumlich, damit aber auch ökonomisch, sozial, politisch und ökologisch manifestieren“.
Die Europaregion innerhalb der EU ist als staatsübergreifende Region mit meistens wirtschaftlichem Schwerpunkt geplant. Die Idee hierzu entstand im Mai 1980 als grenzüberschreitende Zusammenarbeit zwischen den Regionen Europas aus dem „Europäischen Rahmenübereinkommen über die grenzüberschreitende Zusammenarbeit zwischen Gebietskörperschaften“. Beispiel ist die im Februar 1995 gegründete Europaregion Saar-Lor-Lux, bestehend aus dem Saarland ( Deutschland), Lothringen ( Frankreich) und Luxemburg ( Luxemburg). Wirtschaftsregionen befinden sich seitdem nicht nur innerhalb eines Staates, sondern können auch grenzüberschreitend zusammenhängende Regionen bilden.   

## Volkswirtschaftslehre
Zeiten der Globalisierung sind auch meist Zeiten der Regionalisierung. In Großbritannien erhielten Schottland und Wales mehr Autonomie, in zentralistischen Staaten wie Frankreich, Italien oder Spanien erstritten sich die Regionen größere Mitwirkungsrechte. Bereits das Silicon Valley war seit 1951 ein Resultat der Regionalförderung.  
Regionale Spezialisierung ermöglicht die Nutzung von Synergien und komparativen Vorteilen, weil Unternehmen des gleichen Wirtschaftszweiges oder auch unterschiedlicher Wirtschaftszweige aneinandergrenzende Standorte auswählen und dadurch in Interaktionen treten können. 

## Betriebswirtschaftslehre
Neben dieser volkswirtschaftlich ausgerichteten Regionalisierung gibt es auch die unternehmerische Regionalisierung in Form der Dezentralisation. Die Notwendigkeit einer stärkeren Beachtung lokaler und regionaler Aspekte wird seit einiger Zeit betriebswirtschaftlich deutlicher erkannt und berücksichtigt. Vor allem im Marketing soll sie dazu verhelfen, Standorte in der Nähe des Kunden auszuwählen und nicht aus einer fernen Zentrale zu agieren.
Betriebswirtschaftlich kann die Regionalisierung als eine Art Gegenbewegung zur Globalisierung verstanden werden.